# Atting (Taufkirchen)
Atting ist ein Ortsteil der Gemeinde Taufkirchen (Vils) oberbayerischen Landkreis Erding.

## Lage
Das Dorf liegt am nordwestlichen Rand des Hauptortes Taufkirchen nördlich der Kreisstraße ED 26.

## Geschichte
Atting gehörte bereits vor der Gebietsreform in Bayern zur Gemeinde Taufkirchen.